# Алекс Мумбаріс
Александрандр Мумбаріс (англ. Alexandre Moumbaris) — політичний активіст і колишній політичний в'язень. Народився в Єгипті в сім'ї греків, виріс в Австралії, жив і працював у Великій Британії, був ув'язнений у Південній Африці, а зараз живе у Франції. Він відомий своєю політичною активністю проти режиму апартеїду в Південній Африці в 1970-х роках, а також його подальшим ув'язненням і втечею з місцевої в'язниці Преторії (у межах комплексу Центральної в'язниці Преторії) з Тімом Дженкіном і Стівеном Лі. Після втечі повернувся до Франції.

## Біографія

### Молодість та активізм
Сім'я Мумбаріса мігрувала до Австралії, коли він був юним і він став натуралізованим громадянином Австралії. Пізніше виїхав до Франції, коли йому було 16 років. Там він зустрів і одружився з француженкою Марі-Хосе.
У 1961 році подружжя переїхало до Лондона, де Александр працював у ІТ-відділі Reuters-Comtel. Він пропрацював близько дев'яти років, перш ніж приєднатися до АНК як один із «лондонських новобранців». Його батьки не цікавились політикою, але проживаючи у Британії  він багато спілкувався з комуністами. Він дізнався  і був натхненний комуністичним опором окупації Греції під час Другої світової війни. На нього також вплинули війна у В'єтнамі та грецький переворот полковників у 1967 році. Він почав співпрацювати з вигнанцями Африканського національного конгресу (АНК), а з 1967 року подорожував Південною Африкою та привозив літературу для руху опору. Першим його протестним вчинком було розгортання банеру АНК на будівлі в Дурбані, після чого йому почали доручати  більш ризиковані завдання.
Мумбаріс приєднався до АНК у той час, коли організація зазнавала багатьох невдач. За арештами в Лілісліф і засудженнями, які послідували на суді Рівонії в 1963—1964 роках, послідували масові облави на активістів і лідерів, включаючи Брема Фішера та Вілтона Мквайі. Моральний дух був низьким, і сукупність факторів ускладнювала для АНК можливість повернути до них комбатантів, які пройшли навчання за кордоном. Були спроби відновити збройне крило, відоме як Umkhonto we Sizwe (MK), і план був розроблений Олівером Тамбо, Джо Словом та/або Мозесом Мабхідою. Планувалось за допомогою Південно-Африканської комуністичної партії висадити 25 комбатантів та зброю за допомогою човна Adventurer (або Avventura), раніше придбаного АНК на узбережжі Транскей через Індійський океан із Сомалі. Далі планувалось відправити їх на навчання в СРСР і Мубаріс був одним з них. Однак у човна виникли проблеми з двигуном і йому довелося повернутися до Сомалі. Після цього, 25 партизан проникли по суші, а Мумбаріс допомагав у розвідці кордону та транспортуванні, як командир операції прийому солдат.
Мумбаріс і Марі-Хосе були спіймані під час спроби в'їхати в Південну Африку з Ботсвани в 1972 році, після того, як про них повідомив раніше заарештований товариш. Арешт був частиною операції з вилову деяких учасників, яку уряд назвав «Епізод про авантюристів Мумбаріса». Інші були також спіймані, але частці вдалося проникнути в ряди підготовлених бойовиків. Оскільки Марі-Хосе була вагітною, а також під тиском французького посла, їй не висунули звинувачення, а депортували до Франції через чотири місяці.
У червні 1973 року Мумбаріс був засуджений до 12 років ув'язнення за змову з АНК з метою «підбурювання насильницької революції в Південній Африці», допомогу партизанам у проникненні в країну, розповсюдження літератури АНК і розвідку узбережжя, щоб знайти місця для висадки морського десанта, партизан і зброї.
23 жовтня 1973 року депутат від Лейбористської партії Александр Лайон підняв у парламенті Великої Британії питання про можливу крадіжку документів із будинку Clapham Common Мумбаріса та його дружини. Існували підозри, що південноафриканські агенти могли здійснити обшук будинку, щоб отримати документи для використання їх у процесі над Мумбарісом. Міністр внутрішніх справ Марк Карлайл заявив, що на той момент не було знайдено жодних доказів відповідальності Південної Африки за незаконну діяльність, але, якщо вони з'являться, будуть вжиті відповідні заходи.

### Ув'язнення
Мумбаріс був єдиним ув'язненим не з Південної Африки, і коли Дженкін зустрів його, він виглядав «трохи відстороненим». Він продемонстрував Дженкіну своє бажання бути причетним до будь-якого можливого плану втечі ще до того, як йому представили ідею, після того, як Дженкін згадав, що він і Лі змогли пронести трохи грошей у в'язницю. Він відіграв важливу роль у розробці декількох планів втечі. Саме він зробив попереднє припущення що будь-який план втечі повинен включати виготовлення ключів. Він зміг здобути ножівку, яку викрав після того, як сантехніки забули її, і брав участь у деяких ризикованих аспектах планування та тестування схеми втечі. Коли був створений комітет з втечі з трьох ув'язнених, Мумбаріс (а не Дженкін чи Лі) був обраний головним, оскільки він був «найголоснішим», а також хорошим переговорником. Його постійним завданням було підтримувати високий моральний стан серед інших утікачів. Це було обтяжливим, і стрес вплинув на його здоров'я.
Його стосунки з тюремниками були зухвалими і дещо агресивними. Він насміхався над новими наглядачами, які намагалися його дисциплінувати. Це, разом із його загалом неохайним зовнішнім виглядом та відмовою підтримувати порядок у своїй камері, призвело до поганої репутації серед тюремних наглядачів, що означало, що за шість років ув'язнення він ніколи не був підвищений вище групи «Б», тоді як інші досягли «А» в протягом двох років. Однак після того, як план втечі повністю захопив його думки, він змінив своє ставлення і незабаром був підвищений до групи «А».
Мумбаріс, хоча й записався на університетські курси, у в'язниці взагалі не проходив формального навчання. Це була лише приводом для того, щоб в університетській бібліотеці можна було отримати додаткові книги, якими кожен міг скористатися. Це був спосіб тримати себе в курсі про події в зовнішньому світі.
Марі-Хосе неодноразово відмовляли у візі для відвідування його у в'язниці, а в лютому 1978 року Мумбаріс оголосив голодування, щоб спробувати змусити владу впустити її. Проте вже через 10 днів зрозумів марність цієї ідеї та відмовився. Його двічі на рік відвідували мати та маленький син Борис із Франції. Єдиними мовами, якими дозволено розмовляти під час візитів, були дві «офіційні» мови, англійська та африканська, але оскільки Борис розмовляв лише французькою та вважався занадто молодим, щоб бути загрозою безпеці, їм дозволили спілкуватись французькою.
Мумбарісу дозволяли час від часу бачитися з французьким послом, який запевняв його, що робить усе можливе, щоб забезпечити його звільнення і намагався переконати владу дозволити Марі-Хосе відвідати його. Мумбаріс не дуже вірив у  ці заяви, але продовжував бачитися з ним, оскільки це був черговий візит сторонньої людини, яка могла розповісти йому про Францію. Згодом він говорив, що в'язниця була «розкішшю» порівняно з французькими в'язницями.
Він і Дженкін здійснили першу пробну реалізацію плану втечі під час якої залишили декілька подряпин, які ледь не призвели до їх викриття напередодні самої втечі. І вони, і Лі відчували, що чим швидше вони виберуться, тим менше шансів бути викритими; інші також застерігали їх від поспіху.

### Втеча
11 грудня 1979 року троє втікачів зуміли виконати свій генеральний план і незважаючи ні на що опинились за межами в'язниці в цивільному одязі. Лі, маючи багато друзів у Йоганнесбурзі, вважав за краще спочатку зв'язатися з ними, тому група розпалася, плануючи зустрітись в Лондоні. Мумбаріс і Дженкін різними способами поїхали по суші до Свазіленду і відправилися до Верховної комісії ООН у справах біженців, які з розумінням ставилися до їхньої важкої ситуації і відвезли їх до представника АНК. Звідти в Мозамбік і через контакт з FRELIMO до Анголи, де з офісу АНК в Луанді вони змогли зателефонувати своїм рідним, а також дізнались, що Лі збирається приєднатись до них в аеропорту.
30 грудня вони були доставлені до Замбії, де вони перебували під озброєною охороною в Лусаці. Про їх присутність було офіційно оголошено АНК на початку січня 1980 року. Тут вони зустрілися з Олівером Тамбо та Альфредом Нзо, президентом і Генеральним секретарем АНК відповідно і дали прес-конференцію 2 січня 1980 року.
Звідти їх доставили в Дар-ес-Салам у Танзанії в супроводі командира МК Джо Модіса. 9 січня Мумбаріс виїхав до Франції, і після прибуття в Париж його зустріли Марі-Хосе (яку він не бачив сім років), його мати, 7-річний син Борис, а також багато друзів і доброзичливців.

### Життя після в'язниці
Завдяки втеяі Мумбаріс зменшив час перебування у в'язниці на п'ять з половиною років. 11 грудня 1981 року Марі-Хосе народила дочку Зої, у другу річницю втечі.
1981 року у Парижі Мумбаріс організував відкриття офісу АНК і продовжував різними способами допомагати боротьбі з апартеїдом, включаючи вербування людей для місії в Південній Африці для MK. Маючи платити за рахунки, він влаштувався комп'ютерним фахівцем у дочірню компанію Société Générale і став розпорядником у Конфедерації Générale du Travail (CGT). У 1990-х роках він та інші створили асоціацію, присвячену пам'яті Йосипа Сталіна, згодом відмовились від його імені, але потім знову повернули через його роль у створенні соціалізму, безкоштовної охорони здоров'я та освіти.
У березні 1988 року Мумбаріс допомагав головній представниці АНК Дулсі. У вересні 1988 року, коли вона була застрелена біля офісу в Парижі.
У травні 2011 року Мумбарісу було пред'явлено звинувачення у «публічних закликах до дискримінації» і наказано предстати перед судом у Флері в Нормандії. Його звинувачували в тому, що він опублікував у Press Newsletter (BIP) статтю «Бойкот санкцій щодо вилучення інвестицій (BDS) 2010», у якій підсумовує діяльність та успіхи кампанії BDS протягом 2010 року. Комуністична партія Франції опублікувала прес-реліз зі своєю підтримкою Мумбаріса 20 травня 2011 року.
Коментуючи вибори у Франції 2017 року, Мумбаріс назвав Франсуа Асселіно своїм улюбленим кандидатом, але він проголосував би за Марін Ле Пен, а не за Еммануеля Макрона, суто виходячи з захисту нації від «фінансового фашизму» Макрона. Мумбаріс все ще залишається стійким комуністом.
Станом на липень 2017 року Мумбаріс продовжував проживати в Нормандії. У червні 2018 року його прийняв посол Південної Африки Рапу Молекане в посольстві в Парижі.

### Нагороди
- 2012 — Sabotage Campaign Medal[4]
- 2014 — Order of the Companions of OR Tambo, Silver, «За його визначний вклад в боротьбі з дискримінацією».

### В кіно та телебаченні
У 2013 році історія втечі з в'язниці була показана в 7-му епізоді 2-го сезону телевізійного серіалу «Прорив», знятого компанією  National Geographic. Сцени містять уривки з інтерв'ю з Мумбарісом, Дженкіном, Лі, Денісом Голдбергом, та іншими в1язнями  знятими у 2012 році, між відтвореними сцен втечі з в'язниці.
У травні 2017 року було оголошено, що розпочнеться виробництво фільму за книгою Дженкіна, продюсером якого виступив Девід Баррон, з Деніелом Редкліффом у ролі Дженкіна та Ієном Хартом у ролі Голдберга. Зйомки фільму «Втеча з Преторії» почалися в Аделаїді, Південна Австралія, у березні 2019 року, коли до акторського складу приєднався Деніел Веббер у ролі Лі. Мумбаріса перейменували на Леонарда Фонтейна, його грає Марк Леонард Вінтер..